# Anglaine
Die Anglaine ist ein kleiner Fluss im mittleren Westen von Frankreich, der im Département Mayenne der Region Pays de la Loire westlich der Stadt Alençon verläuft.

## Geografie

### Verlauf
Die Anglaine entspringt im Gemeindegebiet von Le Horps, verläuft generell Richtung Nordnordost, bildet im Oberlauf auf einem Abschnitt die Grenze zum Regionalen Naturpark Normandie-Maine und mündet nach rund 15 Kilometern an der Gemeindegrenze von Saint-Julien-du-Terroux und Madré als linker Nebenfluss in die Mayenne. Bei ihrer Mündung stößt die Anglaine auf das benachbarte Département Orne in der Region Normandie.

### Orte am Fluss
(Reihenfolge in Fließrichtung)
- La Brunelière, Gemeinde Le Horps
- Le Grand Anglaine, Gemeinde Charchigné
- Le Romé, Gemeinde Lassay-les-Châteaux
- Le Grand Pont, Gemeinde Chevaigné-du-Maine
- Larserie, Gemeinde Madré
- Mont Mer, Gemeinde Madré
- Saint-Julien-du-Terroux
- Chevigné, Gemeinde Madré
- La Retaudière, Gemeinde Saint-Julien-du-Terroux